# Mikroregion Barra do Piraí

Mikroregion Barra do Piraí

Mikroregion Barra do Piraí – mikroregion w brazylijskim stanie Rio de Janeiro należący do mezoregionu Sul Fluminense. Ma powierzchnię 2366,9 km².

## Gminy
- Barra do Piraí
- Rio das Flores
- Valença